# 国際連合安全保障理事会決議1530
国際連合安全保障理事会決議1530（こくさいれんごうあんぜんほしょうりじかいけつぎ1530 英: United Nations Security Council Resolution 1530）は、2004年3月11日に国際連合安全保障理事会において全会一致で採択された決議。国際連合憲章第7章の原則と決議1373（2001年9月28日に全会一致で採択：反テロリズムに関して）を再確認した上で、国際連合安全保障理事会は2004年3月11日にスペインのマドリードで発生した列車爆破事件を非難した。決議は爆破テロ事件から数時間後に採択された。
この爆破テロ事件を受けて、国際連合安全保障理事会はテロ行為による国際平和と安全に対する脅威に立ち向かうことを改めて確認するとともに、多数の死傷者を出したマドリード列車爆破テロ事件を非難した。当初はフランスとスペインにまたがるバスク地方の分離独立を目指す非合法の民族組織である「バスク祖国と自由」の犯行が疑われた（詳細はマドリード列車爆破テロ事件を参照）。国際連合安全保障理事会は爆破テロ事件の犠牲者とその家族、およびスペイン国民とスペイン政府に対して同情と哀悼の意を表した。
なお決議1530では世界各国に対して、決議1373で採択された事項に基づき、爆破テロ事件の容疑者を裁判にかけるためにスペインに協力するように求めた。最後に、国際連合安全保障理事会はあらゆるテロ行為に対して断固として立ち向かう決意を表明して閉会した。